# Zvonko Bego
Zvonko Bego (19. prosince 1940 – 13. srpna 2018) byl jugoslávský fotbalista. Většinu kariéry strávil v chorvatském týmu Hajduk Split.

## Klubová kariéra
Bego debutoval za Hajduk v pohárovém utkání proti Lokomotivě Záhřeb v roce 1957 a vstřelil 173 gólů v 375 zápasech za klub. Poté se přesunul do zahraničí, kde hrál za Bayern Mnichov, FC Twente, Bayer Leverkusen a Austria Salzburg, než se v roce 1971 vrátil do Jugoslávie a kariéru zakončil v klubech Junak Sinj a Uskok.

## Reprezentační kariéra
Za Jugoslávii debutoval v listopadu 1961 v přátelském utkání proti Rakousku a celkem si připsal 6 zápasů, ve kterých vstřelil 2 góly. Jeho posledním reprezentačním zápasem bylo přátelské utkání v prosinci toho roku proti Izraeli. Byl také členem jugoslávského týmu, který vyhrál zlato na Letních olympijských hrách 1960, ale nehrál v žádném zápase.